# Initiative populaire « pour une politique de sécurité crédible et une Suisse sans armée »
L'initiative populaire  « pour une Suisse sans arme et pour une politique globale de paix » est une initiative populaire fédérale suisse, rejetée par le peuple et les cantons le 2 décembre 2001.

## Contenu
L'initiative propose d'ajouter un article 17 à la Constitution fédérale pour supprimer l'armée suisse et interdire explicitement « à la Confédération, aux cantons, aux communes et aux particuliers d'entretenir des forces militaires armées ». L'initiative prévoit également d'attribuer aux autorités les tâches de nature civiles accomplies jusqu'alors par l'armée, telles que l'aide en cas de catastrophe ou les missions de sauvetage.
Le texte complet de l'initiative peut être consulté sur le site de la Chancellerie fédérale.

## Déroulement

### Contexte historique
Au cours des années, plusieurs initiatives sont déposées pour diminuer ou contrôler les dépenses militaires. La première d'entre elles, déposée en 1954 et intitulée « pour la réduction temporaire des dépenses militaires (trêve de l'armement », est invalidée par le Parlement pour vice de forme le 12 décembre 1955. Deux ans plus tard, les initiatives « pour la limitation des dépenses militaires » et « Solidarité sociale et internationale » sont déposées ; elles sont toutefois retirées toutes les deux à la suite de l'intervention des troupes soviétiques en Hongrie lors de la Révolte de Budapest ou au moment des événements du printemps de Prague, avant que le Conseil fédéral ne puisse les évaluer.
En 1986, le Groupe pour une Suisse sans armée (GSsA) dépose une initiative populaire « pour une Suisse sans arme et pour une politique globale de paix » qui demande déjà la suppression de l'armée. Cette initiative est rejetée en votation le 26 novembre 1989. Douze ans plus tard, le même GSsA dépose cette nouvelle initiative avec le même objectif, arguant qu'entre les deux proposition « le mur de Berlin est tombé, le bloc de l’Est s’est effondré et la Yougoslavie s’est entre-déchirée. Il est donc grand temps de nous redemander aujourd’hui si l'armée suisse a encore une raison d’être ».
Cette proposition est faire en parallèle avec une autre initiative proposant la création d'un service civil en faveur de la paix. Les deux initiatives sont lancées et déposées simultanément.

### Récolte des signatures et dépôt de l'initiative
La récolte des 100 000 signatures débute le 17 mars 1998. L'initiative est déposée le 10 septembre de l'année suivante à la Chancellerie fédérale, qui constate son aboutissement le 21 octobre.

### Discussions et recommandations des autorités
Le Parlement et le Conseil fédéral recommandent le rejet de l'initiative. Dans son rapport aux Chambres fédérales, le gouvernement prévoit, en cas d'acceptation de l'initiative, un affaiblissement de la Suisse face aux risques militaires « qui subsistent, même s'ils sont moindres que par le passé ». Selon le gouvernement, cette suppression entraînerait l'adhésion à une alliance militaire afin d'assurer la protection du pays et la perte de crédibilité « en tant qu’Etat neutre, indépendant et stable ».
Les recommandations de vote des partis politiques sont les suivantes : 
| Parti politique              | Recommandation  |
| ---------------------------- | --------------- |
| Parti chrétien-social        | non             |
| Parti démocrate-chrétien     | non             |
| Parti évangélique            | non             |
| Parti libéral                | non             |
| Parti de la liberté          | non             |
| Parti radical-démocratique   | non             |
| Parti socialiste             | Liberté de vote |
| Union démocratique du centre | non             |
| Les Verts                    | oui             |

### Votation
Soumise à votation le 2 décembre 2001, l'initiative est refusée par l'ensemble des 20 6/2 cantons et par 78,1 % des suffrages exprimés. Le tableau ci-dessous détaille les résultats par canton :

## Effets
Soumise à votation le même jour, la seconde initiative du GSsa demandant la création d'un service civil pour la paix est également rejetée par 76,8 % des votants.